# Контемпорари

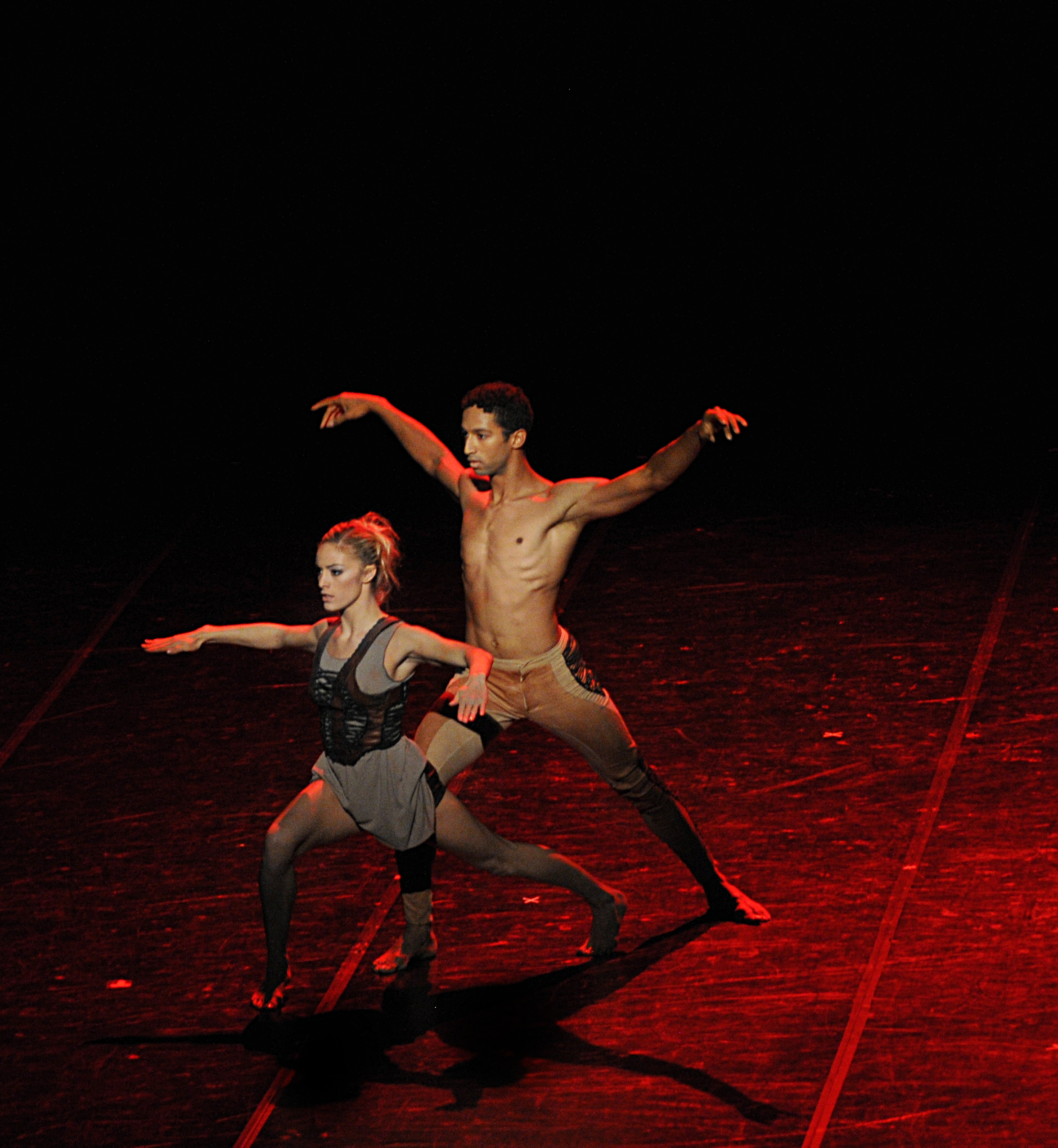

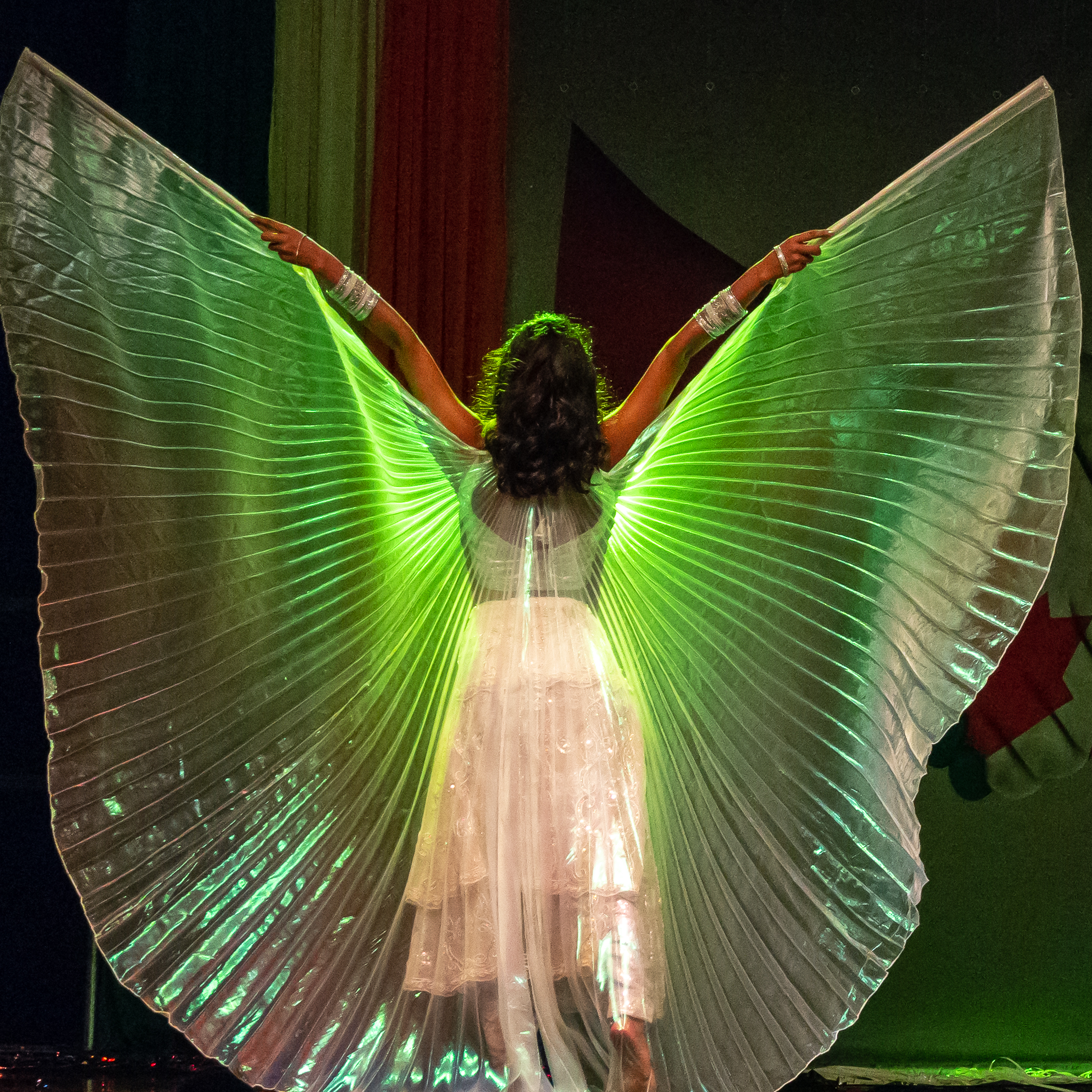
Индийская современная танцовщица на фестивале фольклорамы 2018, Виннипег

Контемпорари (англ. contemporary dance) — современный сценический танец, включающий в себя самые различные направления и техники.

## История возникновения
Contemporary dance сформировался на основе танца модерн.
Термин «contemporary dance» появился в Европе в 1970-е годы
Его основу составляет техника импровизации, движения, заимствованные из джаз-танца, йоги, восточных единоборств и прочих танцевальных техник.
В России танцевальное направление возникло в 1980-е годы.

## Основоположники
Когда-то молодую танцовщицу Айседору Дункан, отрицавшую классический балет и создавшую впоследствии современный танец, основанный на древнегреческой пластике, упрекали в отступлении от истинной танцевальной школы. Однако девушка не поступилась своими принципами и стала одной из самых знаменитых танцовщиц мира. Рассказывая о своем новаторском стиле танцевального искусства, она утверждала, что «нет такой позы, такого движения или жеста, которые были бы прекрасны сами по себе. Всякое движение будет только тогда прекрасным, когда оно правдиво и искренне выражает чувства и мысли. Фраза „красота линий“ сама по себе — абсурд. Линия только тогда красива, когда она направлена к прекрасной цели».
Таким образом, Айседора положила начало танцу, главная задача которого — научиться слышать свой внутренний голос и выражать его с помощью тела. Однако, несмотря на успехи Дункан, направление контемпорари начало развиваться лишь спустя более 30 лет после её смерти.
Помимо Айседоры Дункан в развитии данного направления поучаствовали и известные танцовщицы Мари Рамбер и Марта Грэм, хореографы Рудольф фон Лабан и Мерс Каннингем.

## Искусство исполнения и философия контемпорари
Контемпорари призван не только отвлечь человека от повседневных проблем, но и научить его понимать своё тело, владеть им и регулировать с помощью пластики свои чувства и эмоции, ведь неслучайно Дункан говорила: «Если вы научите человека вполне владеть своим телом, если вы при этом будете упражнять его в выражении высоких чувств, сделаете так, что движения его глаз, головы, рук, туловища, ног будут выражать спокойствие, глубокую мысль, любовь, ласку, дружбу или гордый жест величавого отказа от чего-нибудь презренного, враждебного и т. д., это отразится воспитывающе на его сознании, на его душе».

## Танец контемпорари в России
В начале XX века танец модерн начал проникать в Россию, но в 1924 году его развитие было пресечено декретом о запрете пластических студий.  В июне 1924 года Московский отдел народного образования (МОНО) решил проинспектировать частные школы и студии танца. В ходе обследования комиссия обнаружила «антигигиенические и антисанитарные условия», «аморальную атмосферу, разлагающую пролетарских детей» и «коммерческо-халтурный уклон». 26 августа 1924 года Моссовет постановил закрыть «все частные балетные и хореографические школы, студии, классы и групповые занятия», оставив только балетную школу Большого театра и школу Дункан (она имела статус государственной, хотя взять ее на свой баланс не хотела ни одна государственная организация). Все частные студии – пластические и балетные, кроме студий Франчески Беата и Веры Майя, были закрыты, а их помещения отошли новым хозяевам.
Возвращение уже как contemporary dance продолжилось в 1980-е годы усилиями зарубежных культурных центров, фондов и организаций.
Хореографы, развившие contemporary dance в 1990-х годы, были: Ольга Пона, Татьяна Баганова, Николай Огрызков, Александр Кукин, Сергей Смирнов, Александр Гурвич, Евгений Панфилов, Геннадий Абрамов, Александр Пепеляев, Елена Прокопьева, Александр Любашин, ПоВСТАНЦЫ, «Сайра Бланш» (А. Андрианов и О. Сулименко), театр «Игуан» (Н. Гастева и М. Иванов).

В 2000-е годы интерес к российскому современному танцу появился за рубежом, европейские педагоги и хореографы современного танца развернули образовательную деятельность в Москве, Санкт-Петербурге, Красноярске, Челябинске и Владивостоке. Отечественные труппы начали приглашать на европейские фестивали.

Европейский и американский зритель захотел посмотреть, что создают в России кроме балета, и их ожидания очень даже оправдывались, поскольку российские хореографы в силу полного отсутствия информации изобретали очень необычные «велосипеды».— Никитин В. Ю. Современный танец или contemporary dance? // Academia: Танец. Музыка. Театр. Образование. — 2016. — № 4.
Появились профессиональные репертуарные труппы: в Москве театр «Кинетик» Александра Пепеляева, труппа современного танца театра «Балет Москва», в Екатеринбурге «Провинциальные танцы» Татьяны Багановой, в Челябинске театр Ольги Поны, в Калининграде «Инклюзы» Н. Агульник, в Новосибирске театр «Вампитер». и крупные тематические фестивали: «CONTEXT. Diana Vishneva», Open dance, фестиваль ЦЕХ.
В 2010 годы современный танец перестал быть андерграундовым видом искусства и получил легитимный статус на государственном уровне в стандартах ФГОС третьего поколения.
В направлении подготовки «Хореографическое искусство» появился профиль — «Педагог современного танца», в направлении подготовки «Хореографическое исполнительство» — профили: «Артист-танцовщик ансамбля современного танца» и «Артист-танцовщик ансамбля эстрадного танца». В стандарте СПО «Искусство танца (по видам)» появились профили «Артист ансамбля современного танца» и «Артист ансамбля бального танца».
Начало формироваться профессиональное сообщество современного танца.
В числе известных хореографов, заявивших о себе в последние годы: Ольга Васильева, Александр Пепеляев (театр «Кинетик»), Александр Гурвич, Денис Бородицкий, Л. Шевченко, Д. Хуссейн, Сергей Козлов (Великий Новгород), Дарья Бузовкина, Ольга Цветкова, Анна Абалихина, Иван Естегнеев («Диалог Данс»), С. Бурлак, Театр танца Эльвиры Первовой «Скрим»(Самара), Ольга Горобчук (Омский театр танца «нОга»), Михаил Зубов.